# Bučina
Bučina (deutsch Butschina) ist eine Gemeinde mit 227 Einwohnern (1. Januar 2014) in Tschechien. Sie liegt im 324 m ü. M. sieben Kilometer südlich der Stadt Vysoké Mýto und gehört dem Okres Ústí nad Orlicí an. Das Gemeindegebiet umfasst eine Fläche von 384 Hektar.

## Geschichte

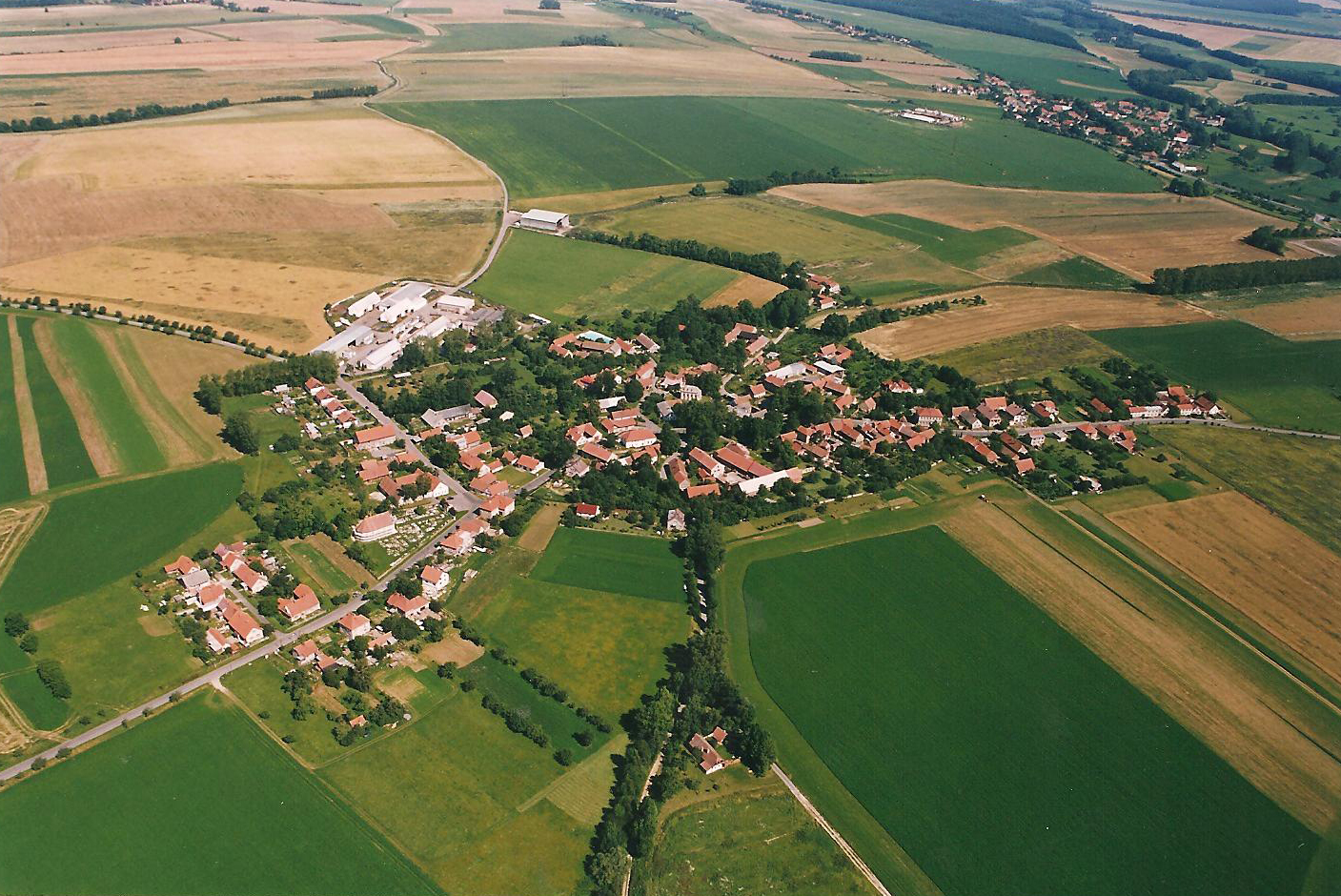
Bučina, Luftbild

Bučina wurde 1167 erstmals in einer Steuerliste des Klosters Litomyšl erwähnt. Im 13. Jahrhundert zählte der Ort nicht mehr zum Klosterbesitz, sondern war Sitz einer örtlichen Adelsfamilie, die einen befestigten Hof errichtet hatte.
Die Kirche St. Jakobus der Ältere ist seit 1346 nachweisbar. Nach dem Toleranzpatent Kaiser Josephs II. von 1781 entstand in Butschina eine der ersten reformierten Kirchgemeinden Böhmens, der Bau der Toleranzkirche erfolgte 1786. Nach der Aufhebung der Patrimonialherrschaften in Böhmen wurde das bis dahin zur Herrschaft Leitomischl gehörige Dorf 1848 Teil des Bezirkes Hohenmauth. 1859 wurde die evangelische Kirchenschule eröffnet.
Nach der Schlacht bei Königgrätz erlebte das Dorf 1866 Truppendurchmärsche beider Kriegsparteien. 1872 zerstörte ein Feuer, dem unter anderem die St. Jakobus-Kirche zum Opfer fiel, große Teile von Butschina.
1903 wurde die neue Dorfschule eingeweiht; sie wurde bis 1953 genutzt.

## Persönlichkeiten

### Söhne und Töchter der Gemeinde
- Anna Chlebounová (* 1875), tschechoslowakische Politikerin

### Weitere Persönlichkeiten
- František Makovský (1897–1974), tschechoslowakischer Polizist und während der deutschen Besetzung Wachmann im KZ Theresienstadt, 1993 postum als Gerechter unter den Völkern ausgezeichnet, lebte von 1949 bis 1960 in Bučina.